# Olympiazentrum Vorarlberg
Das Olympiazentrum Vorarlberg (OZV) ist eine Betreuungs- und Serviceeinrichtung für Hochleistungssportler in der Vorarlberger Stadtgemeinde Dornbirn in Österreich. Es bietet professionelle Unterstützung in allen Spitzensportbereichen.
Ziel ist die Bereitstellung optimaler Bedingungen für die Leistungsentwicklung aller Athleten. Es wird, wie die fünf weiteren Olympiazentren in Österreich, vom ÖOC zertifiziert, evaluiert und koordiniert und ist als GmbH organisiert. Alleiniger Gesellschafter der GmbH ist hierbei das Land Vorarlberg. Es gehört zu den ersten vier Olympiazentren in Österreich.  Hierbei wird auch dieses überwiegend vom Land finanziert. Die jährliche Unterstützung liegt bei rund 2 Millionen Euro. Knapp 50 Mitarbeiter kümmern sich im Olympiazentrum Vorarlberg um die angehenden und aktiven Olympiateilnehmer. Die ehemalige Landessportschule wurde 2007 als Olympiazentrum zertifiziert. Über 100 aktive Athleten aus 33 Sportarten werden am 6.900 m² großen Standort Vorarlberg gefördert.

## Betreuung und Leistungsbereiche
Das Olympiazentrum Vorarlberg bietet umfassende Unterstützung in verschiedenen Bereichen an. Hierbei spielen die individuelle Betreuung von Athleten im Einzelspitzensport, die Unterstützung in der Entwicklung von Sportverbänden, die Fort- und Weiterbildung für Sportler und Fachpersonal, sowie die Mitarbeit an neuen Projekten eine große Rolle.

### Athletenbetreuung
Die individuelle Betreuung der Sportler durch Experten verfolgt das Ziel, den bestmöglichen physischen und psychischen Zustand herbeizuführen.
Die ganzheitliche Förderung basiert auf den fünf Olympic High Performance Units Sportwissenschaft und Training, Physiotherapie und Massage, Sportmedizin, Ernährungswissenschaft und Ernährungscoaching, Persönlichkeitsentwicklung und Sportpsychologie.

### Fachverbandsunterstützung
Der Bereich Fachverbandsunterstützung im Olympiazentrum Vorarlberg widmet sich der Förderung und Begleitung der Landesfachverbände und der dazugehörigen Personen. Hierbei wird primär Augenmerk auf die Organisationsentwicklung und -begleitung sowie die Vernetzung der einzelnen Verbände gelegt.
Folgende Dienstleistungen bietet das Olympiazentrums Vorarlberg für Fachverbände an:
- Organisations- und Strukturentwicklung
- Strategieentwicklung und -weiterentwicklung
- Projektentwicklung
- Fachverbandsgespräche[11]

### Kompetenzzentrum Wissenschaft
Der Bereich Kompetenzzentrum Wissenschaft im Olympiazentrum Vorarlberg unterstützt einerseits die generellen Ziele des Olympiazentrums, andererseits die strategischen Zielsetzungen der Sportstrategie 2025 und der Wissenschafts- und Forschungsstrategie Vorarlberg 2020+. Dabei liegt der Fokus auf einer anwendungsorientierten Herangehensweise, die den praktischen Nutzen für die Athleten und den Leistungssport in den Mittelpunkt stellt.
Das oberste Ziel ist es dazu beizutragen, dass Athleten dazu befähigt werden, ihr Leistungspotenzial voll auszuschöpfen.
Die Gesunderhaltung im Leistungssport ist ein übergeordnetes Thema, wobei das Kompetenzzentrum Wissenschaft diesbezüglich in der Unterstützung und Vernetzung sämtlicher Leistungsbereiche des Olympiazentrum Vorarlberg fungiert.
Es ergeben sich die Arbeitsschwerpunkte Wissensmanagement, Forschung und Entwicklung, sowie die Vernetzung mit Forschungseinrichtungen.
Neben seiner Gewinnung von Wissen im Spitzensportbereich, widmet sich das Kompetenzzentrum Wissenschaft auch der Übertragung von Erkenntnissen aus dem Spitzensport auf den Breitensport und die Allgemeinbevölkerung. Ziel ist es, die im Hochleistungssport gewonnenen Erkenntnisse und bewährten Praktiken in den Bereichen Training, Ernährung und Regeneration der Allgemeinheit zugänglich zu machen.

### Ausbildung und Fortbildung
Das Olympiazentrum Vorarlberg strebt an, den Sportler bestens ausgebildeten Trainer und Experten bereitzustellen. Dazu wurde ein eigens zugeschnittenes Ausbildungskonzept entwickelt, welches auf den drei Basiskompetenzen Persönlichkeitskompetenz, Fachkompetenz und Handlungskompetenz basiert. Aufbauend auf diese, finden Weiterbildungskurse am Standort des Olympiazentrums Vorarlberg statt.

## Projekte
Neben der Forschung und Verbesserung des Spitzensports, widmet sich das Olympiazentrum Vorarlberg ebenso neuen Projekten, die der Weiterentwicklung im Bereich Hochleistungssport dienen.

### Female Athlete
Female Athlete  ist ein von vier Sportwissenschaftlern gegründetes Projekt aus dem Jahr 2021. Der Schwerpunkt liegt auf der Aufklärung von Athletinnen und deren Trainer. Diese sollen umfassend über die Besonderheiten der weiblichen Physiologie im Leistungssport informiert werden. Außerdem soll der Leistungsunterschied zwischen Männern und Frauen und dessen Hintergrund sensibilisiert werden.

### Success is a Mindset
Die Initiative „Success is a Mindset - Erfolg ist eine Frage der Haltung“ fokussiert sich auf die positive Entwicklung der Persönlichkeit. Diese wird als Grundstein für die Bereitschaft zu Leistung angesehen und richtet sich nicht nur an die Sportler selbst, vielmehr noch an deren Trainer und Eltern. Grundlage sind die fünf Erfolgsfaktoren Wille, Mut, Gespür, Eigenverantwortung und Begeisterung. Entlang dieser stärkt das Olympiazentrum Vorarlberg in speziell entworfenen Vorträgen, Workshops und Kursen die Motivation aller Beteiligten.

## Infrastruktur und Ausstattung
Die Infrastruktur des Olympiazentrums Vorarlberg ermöglicht eine interdisziplinäre Betreuung an nur einem Standort. Dies umfasst Labore zur Leistungsdiagnostik und Forschung, Räumlichkeiten für therapeutische Behandlungen sowie spezifisch auf die verschiedenen Spitzensportarten abgestimmte Trainingsflächen und -hallen.

## Partner
Das Olympiazentrum Vorarlberg kooperiert mit nationalen und internationalen Organisationen, um die Qualität seiner Leistungen zu sichern und den Athleten die bestmögliche Betreuung zu bieten.
Kooperationspartner sind:
- Bundesministerium für Kunst, Kultur, öffentlichen Dienst und Sport
- ASPC – Association of Sport Performance Centres
- Mineralheilbad St. Margrethen
- KADA – Sport mit Perspektive
- Ärztenetzwerk Österreichisches Bundesnetzwerk Sportpsychologie

## Bedeutung
Das Olympiazentrum Vorarlberg (OZV) spielt eine zentrale Rolle in der sportlichen Entwicklung des Landes Österreich und ist eine bedeutende Institution im Bereich des Leistungssports und der Nachwuchsförderung. Es bietet Athleten eine hochmoderne Infrastruktur, die sowohl für die sportliche Ausbildung als auch für die Rehabilitation von Verletzungen genutzt wird. Zudem dient es als Trainingsstätte für verschiedene nationale und internationale Wettbewerbe und ist ein wichtiger Bestandteil des österreichischen Sportsystems.
Das Zentrum fördert insbesondere den Breitensport, indem es eine Plattform für sportliche Begegnungen und den Austausch von Erfahrungen schafft.
Es trägt auch dazu bei, Vorarlberg als sportlichen Hotspot innerhalb Österreichs und darüber hinaus zu etablieren. So wird es nicht nur für die Entwicklung von Spitzensportlern, sondern auch für die Förderung von Sport im Allgemeinen als wichtiger Bestandteil der Österreichischen Sportwelt angesehen.
Neben der Abdeckung der sportlichen Komponente, fördert das zum Olympiazentrum zugehörige Hotel ebenfalls den Bereich Tourismus und bietet sowohl den Athleten als auch Besuchern und Sportinteressierten eine Unterkunft nah am Geschehen.